# Sint-Hubertuskerk (Gemmenich)

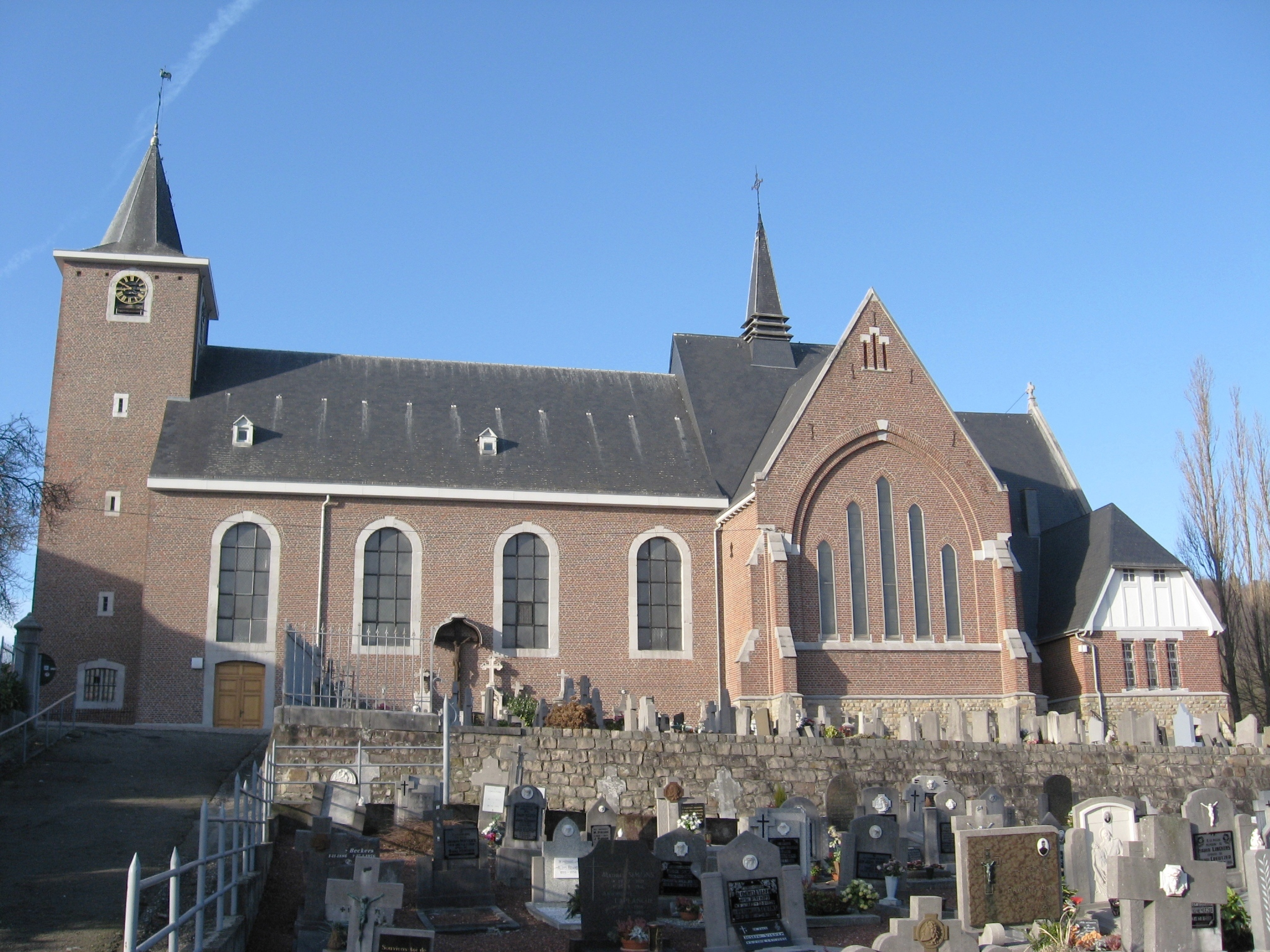
Sint-Hubertuskerk

De Sint-Hubertuskerk (Frans: Église Saint-Hubert) is de parochiekerk van de tot de Belgische gemeente Plombières behorende plaats Gemmenich, gelegen aan de Rue des Ecoles.

## Geschiedenis
In 1774 werd een kerkgebouw in classicistische stijl gebouwd in baksteen met kalkstenen omlijstingen. De kerk bestond uit een voorgebouwde toren, een driebeukig schip van vier traveeën en een koor. Dit koor werd in 1906 afgebroken en daarvoor in de plaats kwam een transept met daarachter een nieuw koor, nu in neogotische stijl, dit naar ontwerp van Charles Philippart.

## Interieur
Het interieur wordt overwelfd met een kruisribgewelf.
Het hoofdaltaar is van het eind der 15e eeuw, in gotische stijl, en omvat onder meer gepolychromeerd houtsnijwerk. Een zijaltaar van omstreeks 1750 bevat een 16e-eeuws, zittend, Sint-Hubertusbeeld in gepolychromeerd hout.
De preekstoel is van 1780, en de orgelkast is einde 18e-eeuws. Ook van het einde der 18e eeuw is een reliëf waarin de aardse drie-eenheid (Maria-Jezus-Jozef) de hemelse drie-eenheid eert.
Buiten de kerk vindt men 17e-eeuwse en 18e-eeuwse grafkruisen.